# Phyllachora filicina
Phyllachora filicina är en svampart som beskrevs av Sacc. & Scalia 1904. Phyllachora filicina ingår i släktet Phyllachora och familjen Phyllachoraceae.   Inga underarter finns listade i Catalogue of Life.